# William F. Dean
William Frishe Dean Sr. (1 de agosto de 1899-24 de agosto de 1981) fue un general de división del Ejército de los Estados Unidos durante la Segunda Guerra Mundial y la guerra de Corea. Recibió la Medalla de Honor por sus acciones los días 20 y 21 de julio de 1950, durante la batalla de Taejon en Corea del Sur. Dean fue también el oficial estadounidense de mayor rango capturado por los norcoreanos durante la guerra de Corea.
Dean asistió a la Universidad de California en Berkeley antes de graduarse con una comisión en el Ejército de Estados Unidos a través del Cuerpo de Entrenamiento de Oficiales de Reserva (ROTC) en 1921. En los años de entreguerras fue ascendiendo poco a poco, y durante gran parte de la Segunda Guerra Mundial trabajó en un despacho en Washington D. C. antes de ser trasladado a la 44.ª División de Infantería, de la que fue comandante durante los últimos días de la guerra, y recibió la Cruz por Servicios Distinguidos.
Dean es conocido por haber comandado la 24.ª División de Infantería al inicio de la guerra de Corea. Dean dirigió la división durante varias semanas en sucesivas batallas de retraso contra los norcoreanos, antes de dirigir su división en una última resistencia en Daejeon. Durante la confusa retirada de esa ciudad, Dean fue separado de sus soldados y gravemente herido, y finalmente fue capturado por los norcoreanos. Permaneció bajo custodia norcoreana cerca de P'yongyang durante el resto de la guerra. Tras el final del conflicto, Dean regresó a Estados Unidos con una bienvenida de héroe. Se retiró del ejército poco después y vivió una vida tranquila hasta su muerte.

## Primeros años y educación
Dean nació el 1 de agosto de 1899 en Carlyle, Illinois, hijo de Charles Watts Dean, que trabajaba como dentista, y de Elizabeth Frishe Dean, de ascendencia alemana. William Dean tenía dos hermanos, un hermano llamado David y una hermana llamada Elizabeth. Dean afirma en su biografía que su interés por el ejército comenzó a una edad muy temprana, al ver a los cadetes de la Academia Militar de los Estados Unidos en la Exposición de San Luis de 1904 realizando ejercicios militares a pie. Durante su infancia, Dean se interesó por la forma física, y comenzó a levantar pesas y a correr, actividades que continuaría durante gran parte de su vida. Sus primeros trabajos incluyeron la venta de revistas para ganar dinero. Cuando crecía en Carlyle, Dean era el principal repartidor de periódicos de la ciudad para The Saturday Evening Post.
Después de graduarse en el instituto, Dean solicitó el ingreso en la Academia Militar de los Estados Unidos, pero fue rechazado. Luego intentó alistarse en el ejército de los Estados Unidos durante la Primera Guerra Mundial, pero era demasiado joven para hacerlo sin el permiso de sus padres, y su madre se negó. En su lugar, Dean asistió a la Universidad de California en Berkeley, donde estudió Derecho. Durante este tiempo, también aceptó varios trabajos secundarios, como estibador en los muelles de San Francisco, conductor de automóvil y brevemente como patrullero del Departamento de Policía de Berkeley, donde trabajó bajo el mando del jefe de policía August Vollmer. En un principio, Dean quería obtener el título de Doctor en Derecho, pero solo se licenció en Berkeley en 1922 antes de alistarse en el ejército.

## Carrera

### Carrera de entreguerras
Dean, que había sido miembro del ROTC de Berkeley, fue comisionado como subteniente en la Guardia Nacional del Ejército de California en 1921, antes de recibir una comisión de servicio activo en la infantería el 13 de octubre de 1923. Su primer destino fue el 38.º Regimiento de Infantería de los Estados Unidos, de la 3.ª División de Infantería, en Fort Douglas, Utah. Durante este destino, Dean se interesó por los ponis de polo, teniendo y entrenando varios de ellos.
Dean fue trasladado a la Zona del Canal de Panamá en 1926, donde entrenó a equipos de boxeo y baloncesto, aunque no compitió. Dean regresó a Fort Douglas en 1929 antes de asistir a la Escuela  de Infantería del Ejército de los Estados Unidos en Fort Benning, Georgia, y luego sirvió en un batallón de tanques antes de hacer un curso en la escuela de tanques. En 1932, Dean fue asignado al 30.º Regimiento de Infantería de los Estados Unidos, de la 3.ª División de Infantería, en la costa oeste de los Estados Unidos. Durante este tiempo, Dean también sirvió en el Cuerpo Civil de Conservación (CCC) como comandante del Campamento Hackamore en el norte de California. A continuación, Dean fue trasladado a la sede del CCC en Redding, California.
Tras estos nombramientos, Dean asistió a la Escuela de Mando y Estado Mayor del Ejército de los Estados Unidos en Fort Leavenworth, Kansas, antes de ser destinado a un puesto en Oahu, Hawái, durante dos años. Tras este periodo, Dean asistió a la Escuela Industrial de las Fuerzas Armadas en Fort McNair, Washington D. C., y después al curso de oficial de campo en la escuela de Guerra Química de la Escuela de Guerra del Ejército de los Estados Unidos en Carlisle Barracks. Dean fue ascendido a capitán en 1936 y a mayor en 1940. Tras este ascenso, Dean fue destinado a Washington D. C. en el Departamento de Guerra de los Estados Unidos en el Estado Mayor, primero como miembro subalterno, luego como secretario adjunto y después como oficial ejecutivo en la División de Requerimientos del Cuartel General de las Fuerzas Terrestres, un departamento que se ocupaba de la adquisición de nuevas armas y aparatos electrónicos, y de la literatura de entrenamiento.

### Segunda Guerra Mundial[2]
Tras la entrada de Estados Unidos en la Segunda Guerra Mundial, Dean fue ascendido al rango temporal de teniente coronel en 1941, y de coronel en 1942. Fue ascendido a general de brigada en diciembre de ese año y nombrado jefe de la División de Requisitos en 1943. Ocupó este cargo sólo brevemente, antes de ser asignado como comandante adjunto de la 44.ª División de Infantería de los Estados Unidos, a las órdenes de los generales de división James I. Muir y Robert L. Spragins, a partir de finales de 1943. La división debía partir hacia el Teatro Europeo y Dean fue con ellos a pesar de resultar herido poco antes de la partida en un accidente con un lanzallamas que se cobró la vida de otros dos soldados.
La 44.ª División de Infantería desembarcó en Francia por la playa de Omaha el 15 de septiembre de 1944. Se entrenó durante un mes antes de entrar en combate el 18 de octubre de 1944, cuando relevó a la 79.ª División de Infantería de EE. UU. en las proximidades de Foret de Parroy, al este de Lunéville, para participar en la campaña del Séptimo Ejército de los Estados Unidos para asegurar varios pasos en los Montes Vosgos. El 25 y 26 de octubre, la división se vio afectada por un fuerte contraataque de las fuerzas de la Alemania nazi. El ataque fue rechazado y la 44.ª permaneció en el sector durante varias semanas. El 13 de noviembre de 1944, atacó hacia el noreste, avanzando a través de los Montes Vosgos al este de Leintrey hasta Dossenheim, y capturando Avricourt, el 17 de noviembre. A continuación, la división avanzó para liberar Estrasburgo con la 2.ª División Blindada francesa. Tras reagruparse, la 44.ª División de Infantería volvió al ataque, tomando Ratzwiller y entrando en el Ensemble de Bitche a lo largo de la Línea Maginot.
.ª División de Infantería desembarcó en Francia por la playa de Omaha el 15 de septiembre de 1944. Se entrenó durante un mes antes de entrar en combate el 18 de octubre de 1944, cuando relevó a la 79.ª División de Infantería de EE. UU. en las proximidades de Foret de Parroy, al este de Luneville, para participar en la campaña del Séptimo Ejército de los Estados Unidos para asegurar varios pasos en los Montes Vosgos. El 25 y 26 de octubre, la división se vio afectada por un fuerte contraataque de las fuerzas de la Alemania nazi. El ataque fue rechazado y la 44.ª permaneció en el sector durante varias semanas. El 13 de noviembre de 1944, atacó hacia el noreste, avanzando a través de los Montes Vosgos al este de Leintrey hasta Dossenheim, y capturando Avricourt, el 17 de noviembre. A continuación, la división avanzó para liberar Estrasburgo con la 2ª División Blindada francesa. Tras reagruparse, la 44.ª División de Infantería volvió al ataque, tomando Ratzwiller y entrando en el Ensemble de Bitche a lo largo de la Línea Maginot.
Cuando el comandante de la división, el general de división Robert L. Spragins, fue herido y relevado del mando en diciembre de 1944, Dean fue ascendido al mando de la división. Ese mes, la división se vio envuelta en la ofensiva del ejército alemán en Alsacia, conocida como Operación Nordwind. El fuerte Simserhof fue capturado por los alemanes el 19 de diciembre y la 44.ª División de Infantería se vio obligada a retirarse a posiciones defensivas al este de Sarreguemines. Del 21 al 23 de diciembre, la 44.ª rechazó tres intentos de los alemanes de cruzar el río Blies. La agresiva defensa de la zona de Sarreguemines continuó durante febrero y la mayor parte de marzo de 1945, cuando Dean fue ascendido a general de división.
La división cruzó el río Rin en Worms, Alemania, el 26 de marzo, siguiendo la estela de la 3ª División de Infantería. La 44.ª relevó a la 3.ª el 26 y 27 de marzo y cruzó el río Neckar para atacar y capturar Mannheim, Alemania, el 28 y 29 de marzo. Trasladándose a la orilla oeste del río Meno, la división cruzó ese río en Großlangheim a principios de abril, y se dedicó a un período de entrenamiento de tres semanas. Volviendo a las líneas, la división reanudó su ataque el 18 de abril en conjunción con la 10.ª División Blindada estadounidense, la 44.ª tomó Ehingen el 23 de abril, cruzó el río Danubio. A continuación, atacó hacia el sureste de Austria, tomando Füssen, Berg y Wertach como parte de una campaña hacia Imst. Persiguiendo a las fuerzas alemanas en desintegración a través del paso de Fern y en el valle del Inn, el 44.º estaba en Imst el 4 de mayo. La ciudad de Landeck se rindió el 5 de mayo. El 19.º Ejército alemán se había rendido en Innsbruck el mismo día, y la división se dedicó a procesar a los prisioneros alemanes hasta el Día V-E, el 8 de mayo. Las tropas de Dean tomaron 30.000 prisioneros de guerra en la rendición del ejército alemán. Dean recibió la Cruz por Servicio Distinguido, la Legión del Mérito y la Medalla por Servicio Distinguido del Ejército por su liderazgo de la división durante la guerra.
Tras un breve periodo de ocupación, la 44.ª División de Infantería regresó a los Estados Unidos en julio de 1945, donde comenzó a entrenarse para su despliegue en el Teatro del Pacífico. Como parte de la Operación Coronet, se pretendía que Dean dirigiera la división durante la invasión planeada de Honshū, pero la guerra llegó a su fin antes de que se produjera y la operación se canceló posteriormente. Dean supervisó entonces la reducción de la división hasta que fue relevado del mando el 1 de noviembre de 1945. La 44.ª División de Infantería se disolvió a finales de ese mes.

### Después de la Segunda Guerra Mundial
Después de dejar el mando de la 44.ª División de Infantería, Dean fue destinado de nuevo a Fort Leavenworth para organizar y dirigir las clases de mando. En octubre de 1947, Dean fue nombrado comandante de las fuerzas militares en Corea del Sur, adjunto al teniente general John R. Hodge, comandante del Gobierno militar del Ejército de los Estados Unidos en Corea. Este puesto era temporal mientras las fuerzas estadounidenses realizaban la transición de los surcoreanos hacia la independencia. Con sede en Seúl, Dean mantuvo el control político del país hasta el 15 de agosto de 1948, cuando se eligió el nuevo gobierno surcoreano y se puso fin a la ocupación. A continuación, Dean fue nombrado comandante de la 7.ª División de Infantería de EE. UU., y supervisó su traslado desde Corea del Sur a las bases de Japón como parte de la Ocupación de Japón. En enero de 1949, Dean y su división estaban en Sapporo, Japón, en la isla de Hokkaido. Fue trasladado a Yokohama en mayo de 1949 para servir como jefe de personal del Octavo Ejército de los Estados Unidos bajo el mando del Teniente General Walton Walker. En octubre de 1949, Dean regresó al mando de una división cuando asumió el mando de la 24.ª División de Infantería estadounidense en Kokura, Kyushu.
Supresión del levantamiento de Jeju
A través de su papel en la USAMGIK, el general Dean supervisó la violenta represión del insurrección de Jeju, una prolongada insurrección armada que estalló el 3 de abril de 1948, en gran parte como protesta por la división de Corea y las medidas para establecer un gobierno separado en el Sur. El Partido de los Trabajadores de Corea del Sur y sus partidarios iniciaron la insurrección atacando a la policía. Los miembros de la Liga Juvenil del Noroeste destinados en Jeju se movilizaron para reprimir violentamente el levantamiento. En menos de un mes tras el inicio del levantamiento, se alcanzó un acuerdo de paz entre el líder de la resistencia Kim Dal-sam y el comandante de la policía de Jeju Kim Ik-ryeol. Sin embargo, este acuerdo fue rechazado por Dean, que poco después despidió a Kim Ik-ryeol y lo sustituyó por el más obediente Pak Chin-gyŏng. Posteriormente, Dean ordenó una purga de sospechosos de simpatizar con el Partido del Trabajo de Corea del Sur en la Policía de Corea, que culminó con la ejecución sumaria de tres sargentos. La Primera República de Corea del Sur, bajo el mando del presidente Syngman Rhee, intensificó la represión del levantamiento a partir de agosto de 1948, declarando la ley marcial en noviembre e iniciando una "campaña de erradicación" contra las fuerzas rebeldes en las zonas rurales de Jeju en marzo de 1949, derrotándolas en dos meses. 30.000 personas murieron en total durante el levantamiento, incluyendo al menos 14.373 civiles.

### Guerra de Corea[8]
Retraso de la acción
Cuando llegue a Pusan, diríjase a Daejeon. Queremos detener a los norcoreanos tan lejos de Pusan como podamos. Bloqueen la carretera principal tan al norte como sea posible. Haga contacto con el General Church. Si no pueden encontrarlo, vayan a Taejon y más allá si pueden. Lamento no poder darle más información, es todo lo que tengo. Buena suerte, y que Dios le bendiga a usted y a sus hombres.  

-Órdenes del decano al grupo de trabajo Smith.
Al estallar la guerra de Corea el 25 de junio de 1950, la división de Dean era la unidad terrestre estadounidense más cercana a la península de Corea. El General del Ejército Douglas MacArthur ordenó a Walker que desplegara la división en Corea del Sur lo antes posible para resistir el avance de las fuerzas de Corea del Norte. Se ordenó a Dean que enviara un batallón de avanzada de su división por aire a Corea del Sur con la misión de avanzar y resistir a los elementos dirigentes del Ejército Popular de Corea del Norte en un esfuerzo por retrasarlos lo más posible mientras el resto de la división los seguía por mar. Dean recibió el mando de todas las fuerzas estadounidenses en Corea, y su división contaba con 15.965 hombres y 4.773 vehículos en ese momento. El 1 de julio, Dean organizó la Task Force Smith, compuesta por 406 hombres, a partir de componentes del 21.º Regimiento de Infantería de EE. UU., y ordenó su entrada en Corea como fuerza de avance. Mientras la Task Force Smith avanzaba, el propio Dean desembarcó en Daejeon el 3 de julio y estableció su puesto de mando con el general de brigada John H. Church, comandante adjunto de la división, y el general de brigada George B. Barth, comandante de la artillería de la división, como sus adjuntos. Dean ordenó a Barth que actuara como su comandante de avanzada para la Task Force Smith, que comenzó a atrincherarse en Osan para resistir el avance de las tropas norcoreanas tras la captura de Seúl. La Task Force Smith fue posteriormente derrotada por los norcoreanos en la Batalla de Osan al día siguiente, y fue empujada hacia atrás.
Con la derrota de la Task Force Smith, Dean ordenó al 34.º Regimiento de Infantería estadounidense y a otros elementos de la división que llevaran a cabo acciones de retraso al sur de Osan, pero se sintió decepcionado y frustrado por el resultado. El 34.º Regimiento de Infantería sufrió una gran derrota en la batalla de Pyongtaek, donde sólo resistió brevemente a los norcoreanos antes de retirarse en desorden. Dean estaba enfadado por la mala actuación del 34º Regimiento de Infantería durante la batalla. Al parecer, le molestó que el regimiento se retirara tan rápidamente sin intentar retrasar más a los norcoreanos. Consideró la posibilidad de ordenar al regimiento que regresara inmediatamente al norte, pero no lo hizo por temor a que la unidad sufriera una emboscada. Dean sustituyó al comandante del 34º de Infantería, el coronel Jay B. Lovless, y ordenó al 3º Batallón que volviera al norte, pero cuando encontró resistencia norcoreana se desorganizó inmediatamente y se vio obligado a retirarse. Los norcoreanos superaban en número a las tropas de Dean, y las fuerzas estadounidenses no tenían armas suficientemente pesadas para destruir los tanques T-34 norcoreanos.
Tras la retirada de Pyeongtaek, el disperso 1er Batallón, 34.º de Infantería se retiró a Chonan, donde se encontraba el resto del 34.º Regimiento de Infantería. La Compañía L del 3er Batallón de la 34.ª Infantería recibió la orden de explorar el norte de la ciudad y encontrarse con los elementos de la 4.ª División de Infantería norcoreana que avanzaba tras sus dos victorias. Dean telegrafió el mando desde Taejon, ordenando al resto del 3.º Batallón, 34.º de Infantería que se moviera detrás de la Compañía L. El antiguo comandante del regimiento, Lovless, se trasladó al norte para unirse a la compañía L, junto con el recién llegado coronel Robert R. Martin, amigo de Dean. Hacia las 18:00 horas, Dean ordenó a Martin que tomara el mando del 34.º Regimiento de Infantería de manos de Lovless. A la mañana siguiente, el 8 de julio, Dean y Walker llegaron para ver el resultado de la batalla de Chonan que había comenzado por la noche. Descubrieron que Martin había muerto y que el regimiento había sido derrotado de nuevo y huía en desorden. Ordenó volver al río Geum. Dean ordenó al resto de la 21.ª Infantería que llevara a cabo una última acción de retraso, y en la batalla de Chochiwon, del 10 al 12 de julio, retrasó a los norcoreanos antes de ser derrotados y obligados a regresar al río Kum.
Daejeon
El 12 de julio, Dean ordenó a los tres regimientos de la división -el 19.º, el 21.º y el 34.º de Infantería- que cruzaran el río Kum, destruyendo todos los puentes que había detrás de ellos, y que establecieran posiciones defensivas alrededor de Taejon. Dean formó una línea con el 34.º de Infantería y el 19º de Infantería orientados al este, y mantuvo al fuertemente golpeado 21.º de Infantería en reserva al sureste. Taejon era un importante centro de transporte entre Seúl y Taegu, lo que le daba un gran valor estratégico para ambos bandos. La división intentaba hacer frente a Taejon, el último lugar donde podía llevar a cabo una acción de retraso antes de que las fuerzas norcoreanas pudieran converger en el inacabado perímetro de Pusan.
Los tres regimientos de infantería de la 24.ª División de Infantería, que contaban con una dotación de guerra de 3.000 efectivos cada uno, ya estaban por debajo de sus efectivos en el momento de su despliegue, y las fuertes pérdidas sufridas en las dos semanas anteriores habían reducido aún más su número. Al 21.º de Infantería le quedaban 1.100 hombres, habiendo sufrido 1.433 bajas. La 34.ª Infantería sólo tenía 2.020 y la 19.ª tenía 2.276 hombres. Había otros 2.007 hombres en las formaciones de artillería de la 24.ª División de Infantería. Así, la fuerza total de la división era de 11.400 hombres. Esta cifra era muy inferior a los 15.965 hombres y 4.773 vehículos que habían llegado a Corea a principios de mes.
Los Regimientos 19 y 34 se enfrentaron a la 3.ª y 4.ª División norcoreanas en el río Kum, al oeste de Taejon. Entre el 13 y el 16 de julio, los dos regimientos sufrieron 650 bajas entre los 3.401 hombres comprometidos allí. El 18 de julio, Walker ordenó a Dean que mantuviera Taejon hasta el 20 de julio para que la 1.ª División de Caballería y la 25.ª División de Infantería estadounidenses pudieran establecer líneas defensivas a lo largo del río Naktong, formando el perímetro de Pusan.
Los norcoreanos avanzaron entonces contra Taejon. El 19 de julio, las fuerzas norcoreanas entraron en Taejon, donde se encontraba el cuartel general de la 24ª División de Infantería. Dean dirigió personalmente a la división en su posición en Taejon. Los norcoreanos rodearon rápidamente la ciudad y avanzaron desde el oeste, el norte y el sur.
Durante dos días, la 34.ª División de Infantería luchó contra el avance de los norcoreanos en amargos combates casa por casa. Los soldados norcoreanos siguieron infiltrándose en la ciudad, a menudo disfrazados de agricultores. Los elementos restantes de la 24.ª División de Infantería fueron rechazados bloque a bloque. Sin radios, y sin poder comunicarse con los elementos restantes de la división, Dean se unió a los hombres en el frente, cazando a los tanques T-34 con la ayuda de los nuevos "Super Bazookas" de 3,5 pulgadas perforantes, que solo se habían puesto en producción dos semanas antes de la guerra. En un momento dado, Dean atacó personalmente un tanque con una granada de mano, destruyéndolo. También dirigió repetidamente el fuego de los blindados estadounidenses en la ciudad mientras se exponía al fuego norcoreano. Las fuerzas estadounidenses se retiraron gradualmente después de sufrir grandes pérdidas, lo que permitió a las 3.ª y 4.ª divisiones norcoreanas avanzar libremente sobre la ciudad desde las carreteras del norte, el sur y el oeste. La 24.ª División de Infantería intentó repetidamente establecer sus líneas defensivas, pero fue empujada repetidamente hacia atrás por la superioridad numérica del enemigo.
Separación
Al final del día, el 20 de julio, Dean ordenó la retirada del cuartel general de la 34.ª Infantería. Dean se quedó atrás y ayudó a las tropas estadounidenses a evacuar la ciudad hasta que el último convoy estuvo listo para salir de Taejon. Cuando el último convoy de tropas salió de la ciudad y atravesó un control de carretera norcoreano, Dean, con una pequeña fuerza de soldados, los siguió. A las afueras de la ciudad, los últimos elementos de la 34.ª Infantería, que salían de la ciudad en 50 vehículos, sufrieron una emboscada y muchos de sus vehículos fueron destruidos por ametralladoras y morteros, lo que obligó a los estadounidenses a retirarse a pie. En la lucha que siguió, el jeep de Dean se equivocó de camino y se separó del resto de las fuerzas americanas.
La pequeña fuerza de Dean consiguió finalmente salir de la ciudad pasando por varios controles de carretera norcoreanos. A las afueras de la ciudad, Dean detuvo su jeep para atender a varios soldados estadounidenses heridos en un camión destrozado en la cuneta. Sin embargo, al intentar seguir escapando se encontraron con otro control norcoreano y se vieron obligados a continuar a pie, cruzando el río Taejon y escalando una montaña cercana. En la confusión, Dean se separó del grupo.
Mientras iba a por agua para un herido, Dean se cayó por una pendiente pronunciada y quedó inconsciente. Cuando recobró el conocimiento, descubrió que tenía la cabeza cortada, un hombro roto y muchos moratones. Durante 36 días, Dean vagó solo por las montañas intentando ponerse a salvo, sin comida ni tratamiento médico. Dean, que medía 1,8 m y pesaba 95 kg antes de la guerra, se redujo a 59 kg durante el mes siguiente. El 25 de agosto, dos surcoreanos que pretendían guiarlo hacia la seguridad lo condujeron a una emboscada preestablecida de soldados norcoreanos en Chinan, 35 millas (56 km) al sur de Taejon y 65 millas (105 km) al oeste de Taegu. Dean intentó luchar contra los norcoreanos con su arma de mano para que lo mataran, pero éstos tomaron fácilmente al debilitado Dean como prisionero.
El 22 de julio, con Dean aún desaparecido, el Octavo Ejército nombró a Church comandante de la 24.ª División de Infantería y lo ascendió a general de división. Se creía que Dean había muerto hasta octubre de 1950, cuando las fuerzas estadounidenses capturaron a un soldado norcoreano llamado Lee Kyu Hyun cerca de P'yŏngyang. Lee había sido asignado a vivir con Dean durante un mes como intérprete. Lee fue entrevistado a finales de 1950, pero los líderes militares estadounidenses seguían pensando en general que Dean estaba muerto.
Encarcelamiento
Dean fue llevado a un cuartel de la policía local y mantenido en una jaula durante la noche. En un principio, las tropas norcoreanas no conocían su identidad. Dean fue llevado a un campo de prisioneros en Suwon, donde se le dio comida y tratamiento médico, pero empezó a sufrir diarrea y disentería. A continuación, Dean fue trasladado al principal campo de prisioneros de guerra de Corea del Norte, en Seúl, con otros prisioneros estadounidenses. Intentó mantener su identidad en secreto, pero rápidamente fue reconocido por un administrador surcoreano que había trabajado a sus órdenes antes de la guerra. Dean fue trasladado a P'yongyang y se le dio un alojamiento más amplio en una instalación subterránea norcoreana. Siguió enfermo debido a la comida mal preparada.
Cuando se intensificaron los ataques aéreos de la ONU contra los norcoreanos, Dean fue trasladado a Sunan, al norte de P'yongyang, a una cabaña donde vivió con varios guardias. Empezaron a interrogarle a diario con el objetivo principal de sacarle información militar o hacerle firmar una condena por escrito de la intervención de la ONU en Corea, pero Dean se negó rotundamente a hacerlo. Los altos mandos militares norcoreanos continuaron con estos interrogatorios hasta octubre de 1950, pero finalmente desistieron cuando Dean no quiso cooperar y no se dejó intimidar por sus amenazas. Dean siguió sufriendo enfermedades relacionadas con la mala alimentación, pero no se le dio otro intérprete y no se le interrogó después de octubre de 1950. Los líderes norcoreanos habían amenazado con dañar a Dean si no cooperaba, pero en realidad nunca fue torturado. Dean solía jugar al ajedrez con sus guardias y se le permitía hacer ejercicio a diario. Sin embargo, se le mantuvo solo y nunca estuvo con otros prisioneros estadounidenses durante el resto de su confinamiento. Más tarde, Dean escribió extensamente sobre su captura y encarcelamiento en su autobiografía de 1954, General Dean's Story. Afirmó que los norcoreanos le consideraban un criminal de guerra y que tuvieron muchas discusiones con él sobre los problemas del capitalismo en Estados Unidos.
Más tarde, Dean dijo que había intentado suicidarse porque temía que se quebrara bajo tortura y divulgara información crítica a los norcoreanos, como los planes de la Operación Cromita, de los que había estado al tanto. Aun así, se mantuvo desafiante durante los interrogatorios, negándose a divulgar cualquier información y actuando sin miedo, a veces riéndose de las amenazas. Recibió un trato mejor que la mayoría de los prisioneros de la ONU en Corea del Norte, ya que fue alimentado regularmente y rara vez fue sometido a interrogatorios tras su captura inicial. Intentó escapar varias veces, pero no lo consiguió. Es posible que fuera trasladado a Manpo cuando las fuerzas de la ONU tomaron P'yongyang, y que regresara cuando el Ejército Popular de Liberación Chino entró en la guerra y obligó a las fuerzas de la ONU a regresar.
Dean no tuvo contacto con el mundo exterior hasta que fue entrevistado el 18 de diciembre de 1951 por un periodista australiano, Wilfred Burchett, que era corresponsal de Le Soir, un periódico belga. La entrevista de Burchett fue la primera vez que se confirmó definitivamente que Dean estaba vivo y era un prisionero para el resto del mundo. Dean relató el incidente en su autobiografía con el título "Mi amigo Wilfred Burchett". Desde la visita de Burchett hasta el final de la guerra, Dean afirmó en su autobiografía que fue visitado por numerosos corresponsales de prensa. Afirmó haber vivido el resto de su tiempo como prisionero con relativa comodidad. Tras el Acuerdo de Armisticio del 27 de julio de 1953, Dean permaneció en Corea del Norte como prisionero de guerra durante varias semanas más mientras se elaboraba el armisticio. Fue devuelto a las fuerzas de la ONU en Panmunjom durante la Operación Big Switch el 4 de septiembre de 1953.

## Vida posterior y fallecimiento
Cuando Dean regresó a Estados Unidos, fue recibido como un héroe y se le entregaron varias condecoraciones, incluida la Medalla de Honor, que no sabía que se le había concedido. Dean sostuvo que no creía que su experiencia fuera especialmente heroica y afirmó que no creía merecer un premio por sus acciones en Corea. A su regreso a Estados Unidos, el 26 de octubre de 1953, se le organizó un desfile en Nueva York, y el 1 de enero de 1954 se le nombró Gran Mariscal del Desfile del Torneo de las Rosas.
Tres meses después de su regreso de Corea, Dean fue asignado como comandante general adjunto del Sexto Ejército de los Estados Unidos en el Presidio de San Francisco, en California. Dean ocupó este puesto durante dos años hasta que se retiró del servicio activo el 31 de octubre de 1955. Al retirarse, Dean recibió la Insignia de Infantería de Combate por su servicio en primera línea en la Segunda Guerra Mundial y en Corea; los oficiales generales no suelen ser elegibles, ya que no suelen participar en el combate en primera línea, y Dean fue sólo el segundo general en recibir la condecoración. Otros generales que recibieron la Insignia de Infantería de Combate fueron Douglas MacArthur, Omar Bradley y Joseph Stilwell.
Dean vivió una vida tranquila en San Francisco tras su jubilación. Murió el 24 de agosto de 1981, a los 82 años, y fue enterrado en el Cementerio Nacional de San Francisco, en el Presidio de San Francisco y junto a su esposa.

## Vida personal
Dean conoció a Mildred Dern, de Salt Lake City, Utah, cuando uno de los amigos de Dern se lesionó al caer de uno de los ponis de polo de Dean durante su gira entre 1923 y 1926 en Fort Douglas. Ambos se casaron en 1926. La pareja tuvo dos hijos, Majorie June Dean, nacida en 1927, y William Dean Jr, nacido en 1929. June se casó con Robert Williams, un capitán del ejército estadounidense, mientras que William Jr. asistió a la Academia de West Point en 1950. Dean mantuvo un estilo de vida atlético durante gran parte de su vida, practicando la halterofilia y el atletismo cuando era joven, entrenando baloncesto y, en sus últimos años, jugando al tenis. Mantuvo un régimen atlético constante durante la mayor parte de su vida, e incluso insistió en ello durante su encarcelamiento.
En su vida posterior, Dean mantuvo una actitud autodespectiva sobre sus acciones en Corea y sostuvo que no creía merecer la Medalla de Honor. De su estancia en Corea, Dean dijo más tarde: "No me habría concedido una estrella de madera por lo que hice como comandante". En su autobiografía, optó por destacar las decisiones de mando que lamentaba haber tomado y afirmar: "Hubo héroes en Corea, pero yo no fui uno de ellos".

## Legado
Dean fue el prisionero de guerra de la ONU de mayor rango de la guerra de Corea. También fue el que recibió la Medalla de Honor de mayor rango durante la guerra de Corea. Su historia de captura y encarcelamiento por los norcoreanos fue recogida por numerosas publicaciones. Su captura inicial fue cubierta por la revista Life en julio de 1950 con un reportaje fotográfico que detallaba su vida. En diciembre de 1951, cuando se descubrió que estaba vivo, la revista TIME hizo un artículo sobre su historia y su encarcelamiento, con una imagen suya en la portada de la revista. Posteriormente recibió más atención de la prensa. Muchos medios de comunicación intentaron entrevistar a Dean, pero los norcoreanos rara vez lo permitieron. Se difundieron pocas fotos y poca información sobre su estado, sobre todo la que lo mostraba en buen estado. Tras su liberación, la historia de Dean, al igual que la de Lee, se contó en la revista Life.
Dean fue conmemorado de varias maneras por sus acciones. El tanque T-34 que Dean derribó permaneció en el lugar donde fue destruido, en Taejon, hasta 1977, como monumento a la lucha. En su ciudad natal, Carlyle, un puente recién renovado recibió el nombre de Puente Colgante General Dean en 1953. Fue incluido en el Registro Nacional de Lugares Históricos en 1973. Tras la muerte de Dean, su uniforme y sus objetos personales fueron donados al programa ROTC de la Universidad de California en Berkeley. El ROTC creó un monumento para Dean en el Gimnasio Hearst del campus, designando la sala 155 como "La sala Dean". El uniforme y las medallas de Dean, incluida su Medalla de Honor, se han conservado allí. La Asociación de Antiguos Alumnos de la universidad también eligió a Dean como "Alumno del Año" en 1953.